# キャンディ・ライン
「キャンディ・ライン」は、高橋瞳の6枚目のシングル。

## 解説
2007年第1弾シングルであり、「コミュニケイション」以来3作連続となるTAKUYA（元JUDY AND MARY）プロデュース作品。
タイトル曲は「青空のナミダ」以来となるアニメソング。2009年3月現在、高橋の歌ったアニメソングの中では唯一のエンディングテーマである。カップリング曲「感じるまま」は、ガガガSPのベーシスト・桑原康伸提供の楽曲である。
初回生産版は『銀魂』書き下ろしワイドキャップステッカー封入。また、2007年3月までの限定生産版として『3年Z組銀八先生』（『銀魂』スピンオフ作品）両面アナザージャケット仕様&スペシャルカレンダー封入タイプも存在した。

## 収録曲
1. キャンディ・ライン
  - 作詞：高橋瞳 作曲/編曲：TAKUYA

TX系テレビアニメ『銀魂』エンディングテーマ。
2. 感じるまま
  - 作詞/作曲：桑原康伸 編曲：TAKUYA
3. キャンディ・ライン -instrumental-
4. 感じるまま -instrumental-
5. キャンディ・ライン -銀魂Ending Mix-

## 参加ミュージシャン
- 高橋瞳 - ボーカル（全曲）
- TAKUYA - ギター（#1, #2）、ベース（#1）
- 五十嵐公太 - ドラムス（#1, #2）
- 桑原康伸 - ベース（#2）

## 収録アルバム
- Bamboo Collage（#1, #2）
- 銀魂BEST（#1）